# Heracleum mantegazzianum
El perejil gigante (Heracleum mantegazzianum) es una megaforbia (hierba gigante) miembro de la familia Apiaceae nativo de la región del Cáucaso y Asia Central.

## Descripción

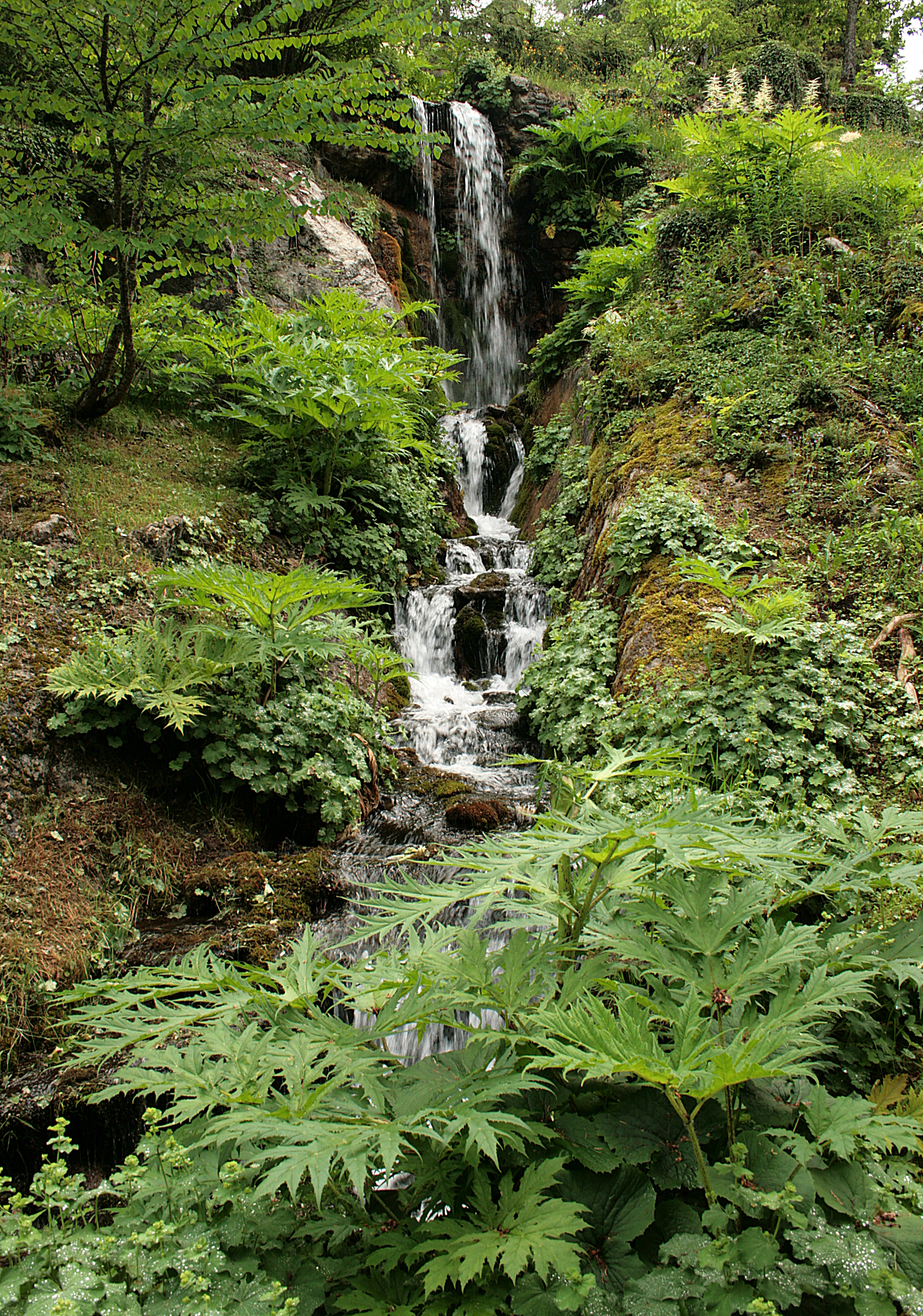
Heracleum mantegazzianum en el Jardín Botánico Alpino La Jaysinia (Francia).

Se distingue por su tamaño, pues alcanza 2 a 4 m de altura. Con excepción de su tamaño es semejante al Heracleum sosnowskyi y Angelica archangelica. Se distingue por sus tallos huecos que alcanzan los 3-10 cm de diámetro. Florece a finales del verano y produce semillas secas, elípticas, aplanadas y muy numerosas (entre 1500-100 000).
Potencialmente fototóxica, produce severas urticarias y decoloraciones de la piel cuando, tras haber tomado contacto con sus vellosidades, los rayos ultravioletas del sol inciden sobre la misma. A estas urticarias se agregan ampollas de agua similares a quemaduras, las mismas pueden aparecer dentro de las primeras 48 horas con un color rojizo.
En caso de contacto no trate de curarse usted mismo, contacte a su médico, explique claramente que se trata de esta planta y evite completamente el contacto con el sol en las heridas.

## Especie invasora
Es considerada una especie invasora en Estados Unidos, Alemania, Inglaterra, España, Francia, Noruega, Estonia, Bélgica e Irlanda.
Debido a su potencial colonizador y constituir una amenaza grave para las especies autóctonas, los hábitats o los ecosistemas, esta especie ha sido incluida en el Catálogo Español de Especies Exóticas Invasoras, regulado por el Real Decreto 630/2013, de 2 de agosto, estando prohibida en España su introducción en el medio natural, posesión, transporte, tráfico y comercio.

## Usos
Algunas tribus de América del Norte consumen los tallos tiernos de la planta pelados y hervidos.

## Taxonomía
Heracleum mantegazzianum fue descrita por Sommier & Levier y publicado en Nuovo Giornale Botanico Italiano, n.s. 2(2): 79–81. 1895.
Sinonimia
- Heracleum grossheimii Manden. [1950]
- Heracleum giganteum Fisch. ex Hornem. [1819]
- Heracleum circassicum Manden.[4]